# Lycenchelys chauliodus
Lycenchelys chauliodus es una especie de pez del orden perciformes de la familia Zoarcidae.

## Hábitat
Es un pez de mar y de aguas profundas que vive entre 1.005-1.124 m de profundidad.

## Distribución geográfica
Se encuentra en el Pacífico suroriental (Perú).